# Dragutin Čermak
Dragutin Čermak, en serbio: Дрaгутин Чермaк, (Belgrado,12 de octubre de 1944-Belgrado, 12 de octubre de 2021) fue un jugador y entrenador de baloncesto serbio. Consiguió 4 medallas en competiciones internacionales con Yugoslavia.